# Золушка 80
«Золушка 80» («Золушка и принц», итал. Cenerentola '80, англ. Cinderella 80) — мини-телесериал из 4 серий 1984 года режиссёра Роберто Маленотти. Романтичная история Золушки 1980-х годов. Фильм запоминается хорошей музыкой и песнями в исполнении Бонни Бьянко.

## Описание
Синди (Бонни Бьянко) живёт в Нью-Йорке и учится в школе искусств. Её родной отец Гарри Кардоне (Витторио Каприоли), итальянец, принёс её крошкой домой к своей жене и двум дочерям после смерти матери Синди. Гарри управляет итальянской пиццерией, а его жена и две дочери тратят деньги, не уделяя большого внимания Синди. Синди хорошо танцует, но её мечта — стать певицей. Мачеха Мюриэл и две сестры едут на обучение в Италию, и берут с собой Синди. В аэропорту Синди знакомится с итальянцем, похожим на оборванца. Прежде чем Золушка и Принц обрели своё счастье, Синди пережила немало приключений.

## В ролях
- Бонни Бьянко / Bonnie Bianco — Синди Кардоне / Cindy Cardone
- Пьер Коссо / Pierre Cosso — князь Мицио / Mizio, Principe Eugenio Miguel Eugitio Marc Antonio Gherardeschi
- Адольфо Чели / Adolfo Celi — Князь Герардески
- Сильва Кошчина — княгиня Герардески
- Сабина Сегатори / Sabina Segatori — Виттория Герардески
- Витторио Каприоли / it:Vittorio Caprioli — Гарри Кардоне
- Кендал Колдуэлл / Kendal Kaldwell — Мюриэл Кардоне
- Леони Форлити / Leonie Forliti — Лиз Кардоне
- Эди Анжелилло / it:Edy Angelillo — Кэрол Кардоне
- Сандра Мило / Sandra Milo — Марианна
- Роберто Поссе / Roberto Posse — Коронел

## Саундтрек
| №  | Название трека                | Время |
| -- | ----------------------------- | ----- |
| 1  | Stay (feat. Pierre Cosso)     | 03:53 |
| 2  | Just a Friend                 | 04:16 |
| 3  | Pizza                         | 01:59 |
| 4  | Twelve (feat. Oliver Onions)  | 04:00 |
| 5  | It's Goodbye                  | 03:47 |
| 6  | No Tears Anymore              | 03:42 |
| 7  | Love You Too Much             | 03:33 |
| 8  | Rhapsody                      | 03:26 |
| 9  | Jeff B. (feat. Oliver Onions) | 03:46 |
| 10 | Night Time                    | 03:50 |